# Klaczanowo
Klaczanowo (ukr. Клячаново) – wieś na Ukrainie w rejonie mukaczewskim obwodu zakarpackiego.